# دوسیران
دوسیران، روستایی در دهستان ابوالحیات بخش کوهمره شهرستان کوه‌چنار در استان فارس ایران است.

## جمعیت
بر پایه سرشماری عمومی نفوس و مسکن در سال ۱۳۹۵، جمعیت این روستا برابر با ۱٬۱۵۲ نفر (۴۲۸ خانوار) بوده است.